# Nicolás de Herberay des Essarts
Nicolás de Herberay des Essarts (Picardía, c.1557) fue un traductor francés.
Sirvió en la artillería y por expreso deseo de Francisco I de Francia tradujo al francés los primeros ocho libros del Amadís de Gaula (1540-1548). Los demás libros del ciclo amadisiano español que se vertieron al francés fueron traducidos por otros autores.
Entre sus otras traducciones del español se encuentran L'Amant maltraite de sa mye (1539); Le Prèmier Livre de la chronique de dom Flores de Grèce (1552); y L'Horloge des princes (1555) de Antonio de Guevara. También tradujo trabajos de Flavio Josefo (1557)